# Croisière jaune

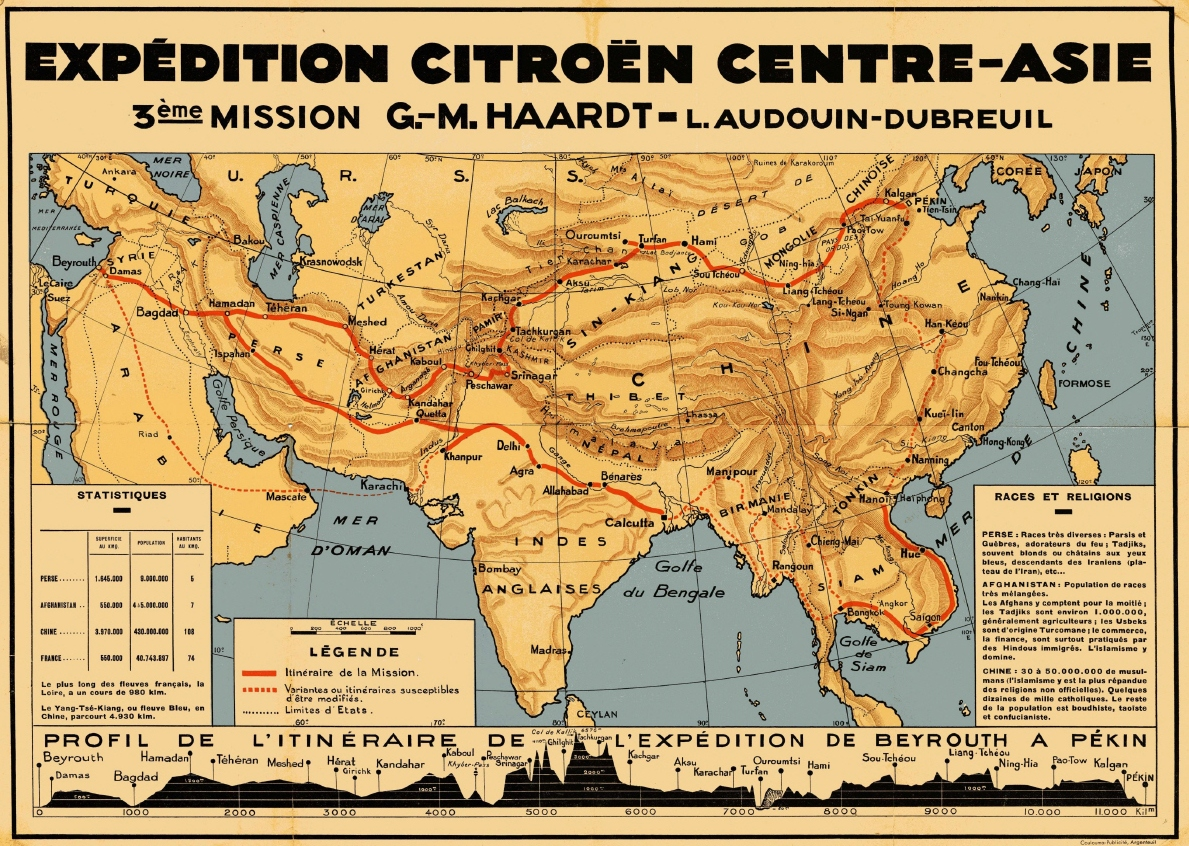
Carte publiée en 1931, pour permettre au grand public de suivre la progression de la mission.

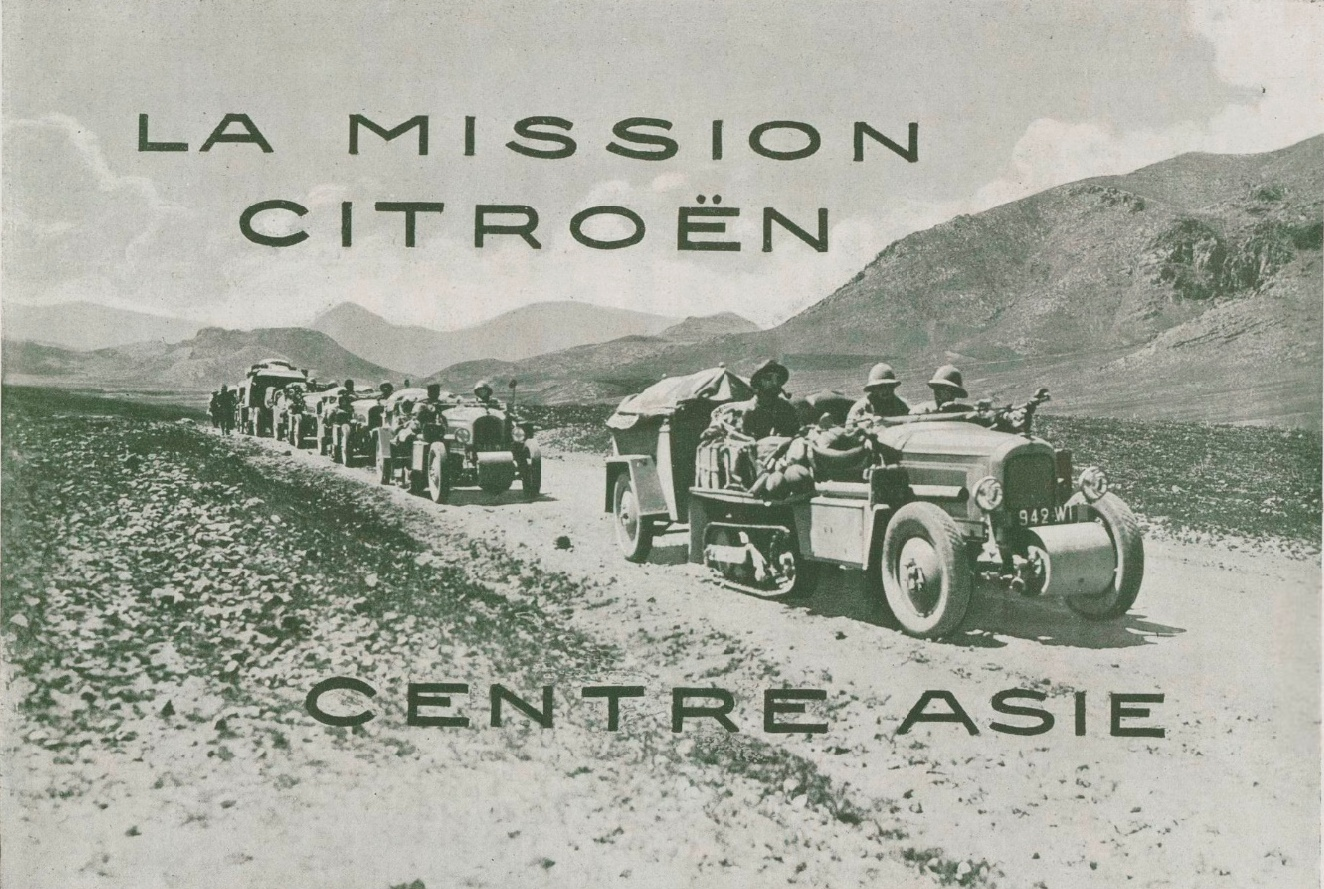
Les autochenilles avec remorques du groupe Pamir sur une route d'Asie centrale vues par un mensuel de 1931.

La croisière jaune, qui se déroule du 4 avril 1931 au 12 février 1932, connue également sous le nom de « Expédition Citroën Centre-Asie » ou encore « 3e mission G.M. Haardt – Audouin-Dubreuil », est l'un des raids automobiles organisés par André Citroën, et reliant Beyrouth à Pékin en 315 jours. Il s'agit de la troisième expédition motorisée du genre, la première étant la traversée du Sahara et la seconde, la croisière noire.
Elle permet à la marque d'être lauréate du prix Henry-Deutsch-de-la-Meurthe de l'Académie des sports en 1932 (fait sportif pouvant entraîner un progrès matériel, scientifique ou moral pour l’humanité).
Face aux retombées positives de la croisière noire, dès 1928, Georges-Marie Haardt prépare son projet d'ouvrir la « Route de la soie » à la circulation automobile : 13 000 km de Beyrouth à Pékin en passant par le Turkestan, le Xinjiang et le désert de Gobi. L'itinéraire de retour prévu vers Beyrouth passe par Hanoï, Saïgon, Bangkok, Calcutta, Delhi, Quetta, Ispahan, Bagdad et Damas.

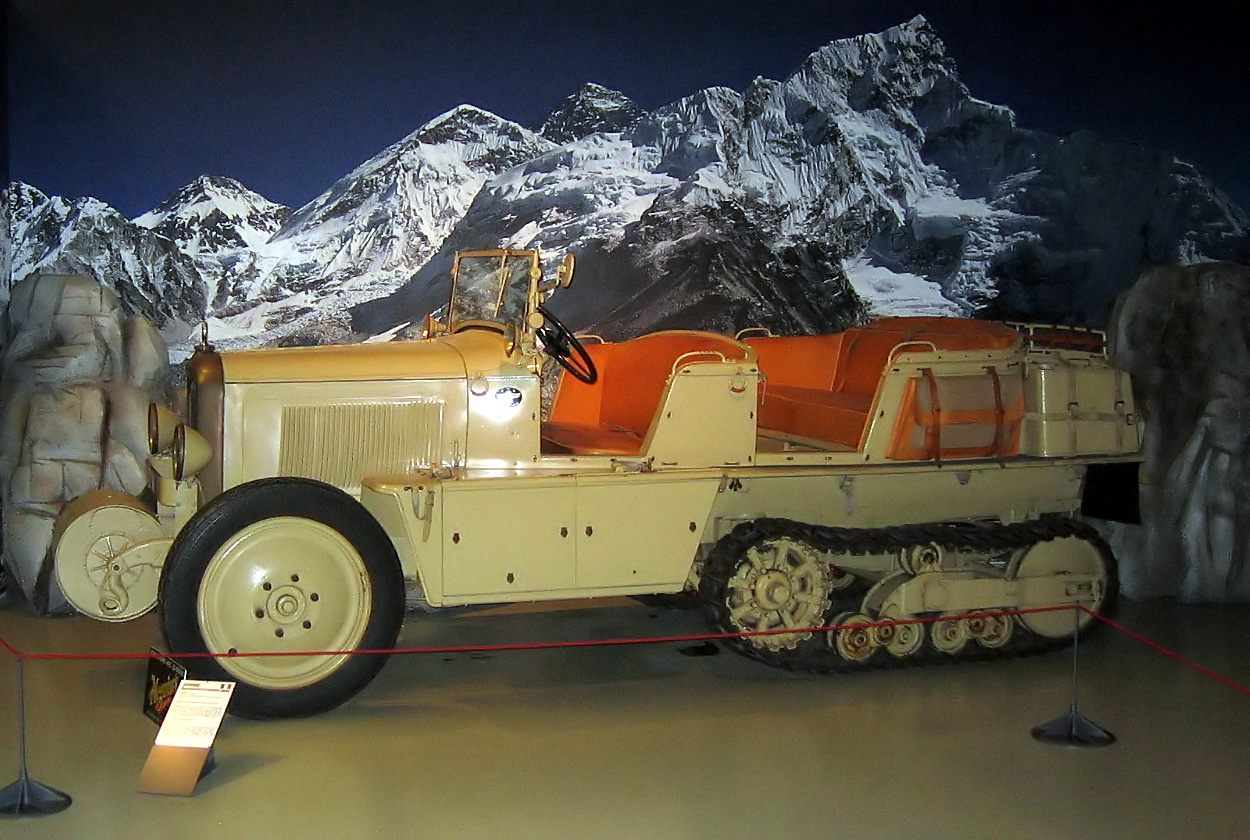
Autochenille C4 P17 de 1930.

## Les prémices

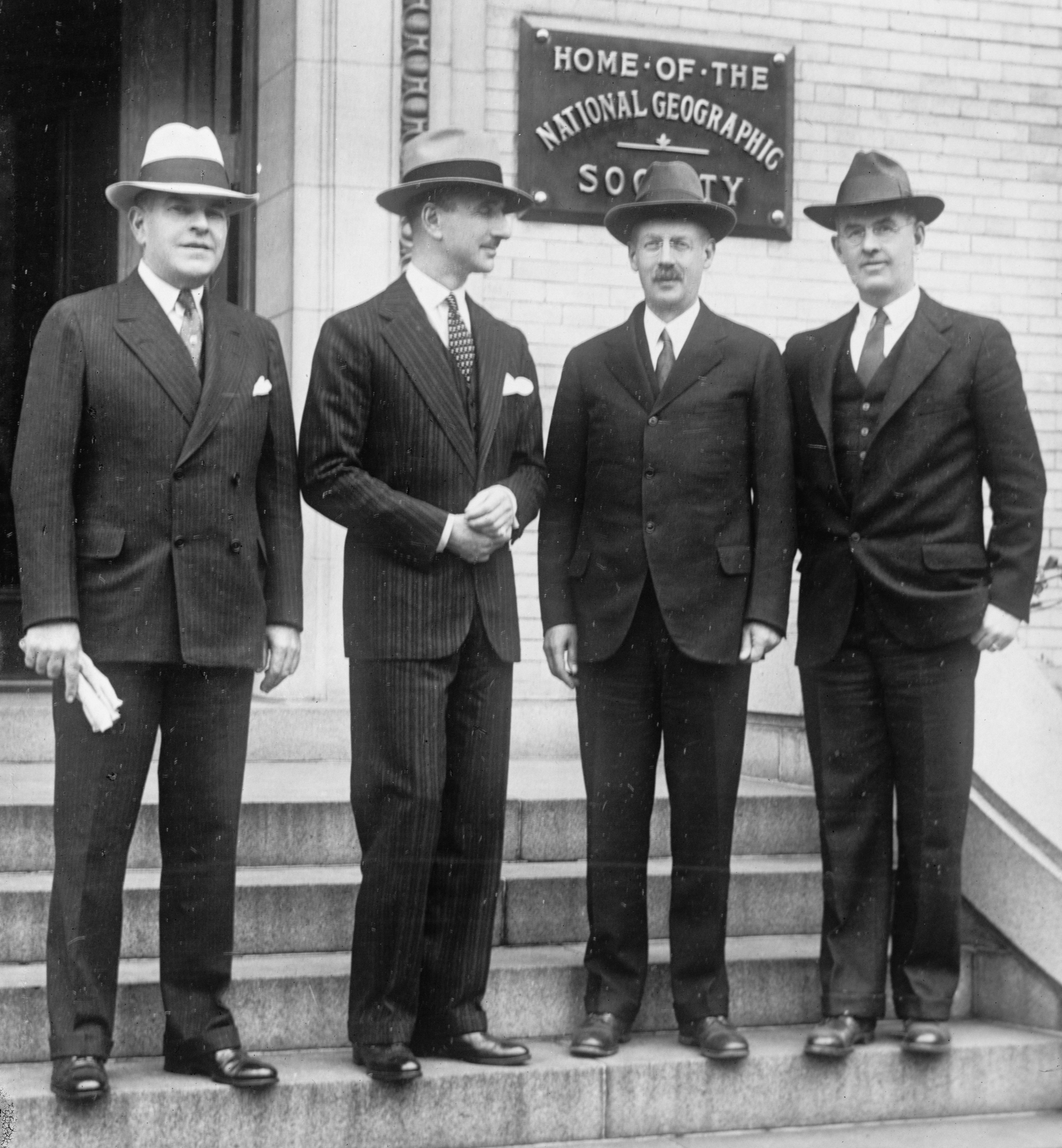
Préparatifs de l'expédition. De gauche à droite : John Oliver La Gorce, vice-président de la National Geographic Society, Georges-Marie Haardt, organisateur et membre de l'expédition, Gilbert Hovey Grosvenor, président de la National Geographic Society, et Maynard Owen Williams, journaliste et membre de l'expédition, devant le siège de la National Geographic Society, le 3 décembre 1930.

### Le projet et ses objectifs

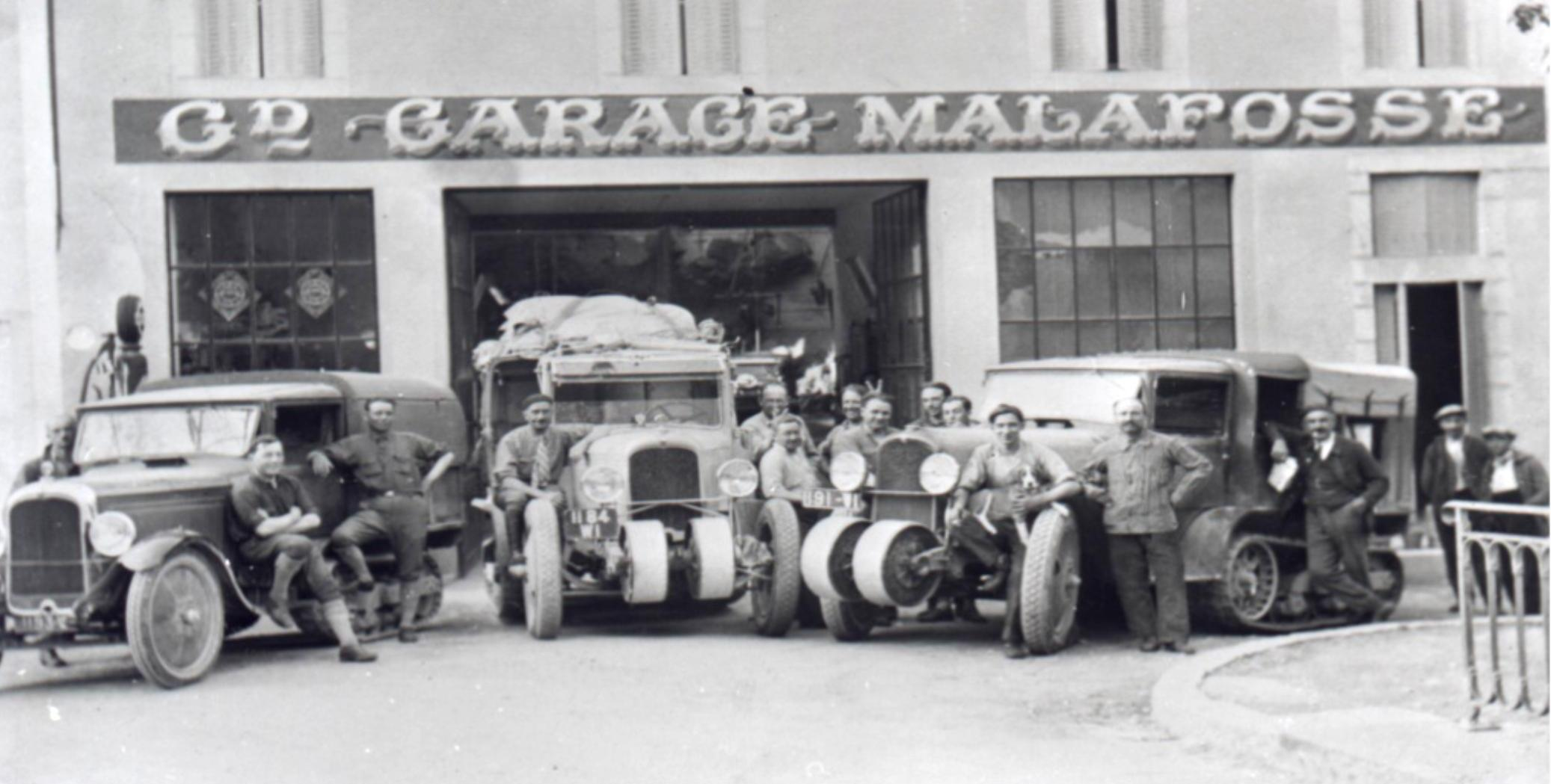
Les véhicules pendant les hivers 1929 - 1930, lors des essais dans le causse Méjean qui ressemble au relief de l'Asie Centrale.

Tout comme lors de la croisière noire, les objectifs d'André Citroën et de Georges-Marie Haardt sont de démontrer leur supériorité technique à organiser et accomplir un raid dans des conditions difficiles et où personne n'a réussi auparavant. Il s'agit même, lors de la croisière jaune, de concevoir une expédition encore plus audacieuse. Cette troisième expédition serait le moyen de témoigner de la réussite des hommes, mais surtout de l'automobile, à « abolir les frontières géographiques, culturelles et politiques dans le monde ».

### Les préparatifs
Pas moins de trois ans ont été nécessaires pour mettre au point cette nouvelle expédition. En effet, il faut choisir l'itinéraire, en faire une reconnaissance préalable et obtenir toutes les autorisations nécessaires pour, non seulement la traversée de différents États, mais également pour avoir le droit d'installer des campements et des points de ravitaillement.
Cela ne se révéla pas forcément des plus aisés. En effet, l'expédition est très mal vue des autorités chinoises qui croient à une mission militaire déguisée. Néanmoins, après de nombreuses discussions pour les convaincre du bien-fondé du projet, le gouvernement nationaliste de Nankin, avec le maréchal Tchang Kaï-chek, accepte à condition que l'expédition soit renommée en « Grande Expédition sino-française de la 19e année » et que des scientifiques chinois rejoignent l'expédition. Par ailleurs, les scientifiques français n'ont pas le droit d'effectuer de fouilles archéologiques, d'établir des cartes de la région ou toutes autres « activités de nature à affecter la souveraineté ou la sécurité du territoire ».
Pendant ce temps, en France, les essais des véhicules se déroulent dans la région des Grands Causses. Basés dans un garage de la marque à Meyrueis, ils rencontrent sur le causse Méjean des conditions similaires à celles des contrées d'Asie Centrale, traversées par l'expédition.

## Expédition

### Participants et matériels
Haardt et Louis Audouin-Dubreuil font évidemment partie de l'expédition, comme ils l'ont été dans les précédentes éditions. Victor Point est quant à lui nouveau dans ce genre d'aventure. Deux groupes de 43 hommes et 14 autochenilles sont constitués pour parcourir des itinéraires différents. Le groupe « Pamir », composé de 24 hommes et dirigé par Haardt et Audouin, part de Beyrouth et voyage d'ouest en est ; le groupe « Chine », composé de 19 hommes et dirigé par Point, part de Tianjin, voyageant d'est en ouest. Les deux groupes doivent se retrouver au Xinjiang, et se diriger ensemble vers Pékin (le groupe Chine fait ainsi demi-tour, mais emprunte avec le groupe Pamir un itinéraire différent).
Le groupe « Pamir », dont Henri Pecqueur, secrétaire général et trésorier-payeur de l'expédition, Alexandre Iacovleff, peintre déjà présent durant la croisière noire, Georges Le Fèvre, écrivain et historien, Joseph Hackin, archéologue et conservateur du musée Guimet et Maynard Owen Williams, écrivain et photographe, font partie, André Cecillon, mécanicien, est équipé de sept nouvelles  autochenilles Citroën-Kégresse  (6 Type P17 et 1 Type P14 équipé de la TSF) plus légères à quatre cylindres, tractant chacune une remorque, alors que le groupe « Chine », dont sont membres Charles Brull ingénieur et directeur des laboratoires Citroën, Georges Specht cinéaste, Jean Carl archéologue, André Reymond naturaliste, ainsi que le docteur Robert Delastre et l'opérateur radio Roger Kervizic, utilisent celles déjà connues, plus lourdes, de type militaire P21 à moteur 6 cylindres. Chaque automobile, distinguée tout comme lors de la croisière noire, par un emblème d’identification, a une fonction spécifique : cuisine, radio, cinéma, commandement, … L’autochenille équipée de la radio possède une génératrice et un émetteur à ondes courtes. De petites stations radio placées le long du parcours permettent de relayer le signal radio de la croisière jaune jusqu'à Paris.
L'expédition est par ailleurs soutenue par les gouvernements français et britannique, ainsi que par la National Geographic Society. La compagnie des actualités cinématographiques Pathé Nathan se joint à l'expédition pour le tournage d'un film de l'expédition, La Croisière jaune, comme cela avait été le cas lors de la croisière noire.
L'ingénieur d'origine russe Vladimir Petropavloski, naturalisé britannique et ayant servi dans les services secrets britanniques, ainsi que le prêtre jésuite Pierre Teilhard de Chardin, également géologue, paléontologue et philosophe, font également partie des participants. Ces deux Européens vivent en Chine et doivent rejoindre l'expédition.

### Itinéraire

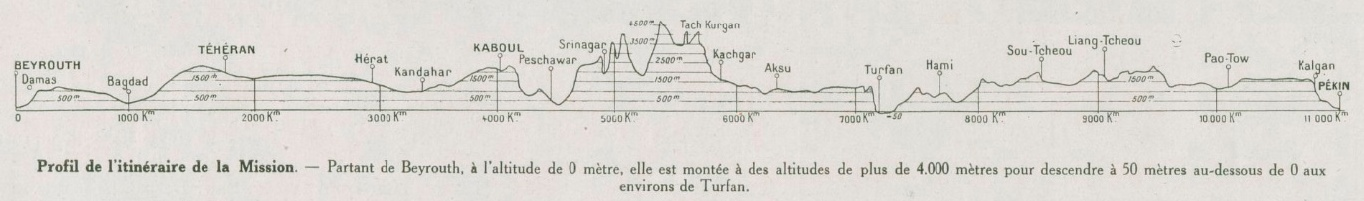
Profil des altitudes et des distances suivies par l'expédition, de Beyrouth à Pékin. Schéma publié en décembre 1931 dans la revue mensuelle Le Monde colonial illustré.

L'itinéraire initial prévoit de traverser l'Europe et l'Asie par le centre, en évitant les monts du Caucase. Par la suite, l'expédition est censée suivre le 40e parallèle, traversant ainsi le Turkestan avant de reprendre la voie établie par Marco Polo, la Route de la soie, menant vers l'Est de la Chine. Néanmoins, les incertitudes politiques en URSS, dues aux récentes tensions entre Paris et Moscou, obligent Citroën à revoir ses plans. Il décide donc de faire un détour par l'Afghanistan, les obligeant à traverser le Cachemire à 5 000 m d'altitude. Cette option se révèle être encore plus dangereuse que la précédente.
Néanmoins, en février 1931 à seulement 6 semaines du départ de l'expédition, des observateurs internationaux indiquent qu'une révolution en Afghanistan vient d'éclater dans le nord du pays, engendrant ainsi la fermeture du col du Wakhjir. Il s'agit d’un passage obligé étant donné que 50 tonnes de carburant et de réserves y sont stockées. Annuler ou reporter l’expédition étant impossible, car cela engendrerait un coût trop prohibitif, la seule alternative possible est d’atteindre le Turkestan chinois via les Indes et l'Himalaya central.
Haardt se rend dès lors à Londres demandant assistance aux autorités britanniques et notamment celle du général Swinton. Ce dernier a tout au long de sa carrière, tissé des liens relationnels avec diverses personnalités politiques de haut niveau. Déjà très impliqué lors de la croisière noire, ses relations auprès du Foreign Office, du War Office, de l’India Office et de l’Air Office lui permettent d’acquérir toutes les autorisations nécessaires pour le nouvel itinéraire. L’influence de Swinton est telle, qu’il octroie rapidement à l’expédition d’emprunter la route Gilgit à travers les montagnes, route exclusivement empruntée par le personnel diplomatique et militaire anglais. C’est également grâce à Swinton que Haardt et Citroën ont obtenu le soutien du colonel Vivian Gabriel, connaisseur des Indes et de ses habitants. Ce dernier est chargé d’effectuer des  reconnaissances au col de Gilgit et transmettre tous les trois mois, son rapport à Haardt.

### Déroulement

#### Groupe Pamir

##### Passage dans les pays du golfe Persique

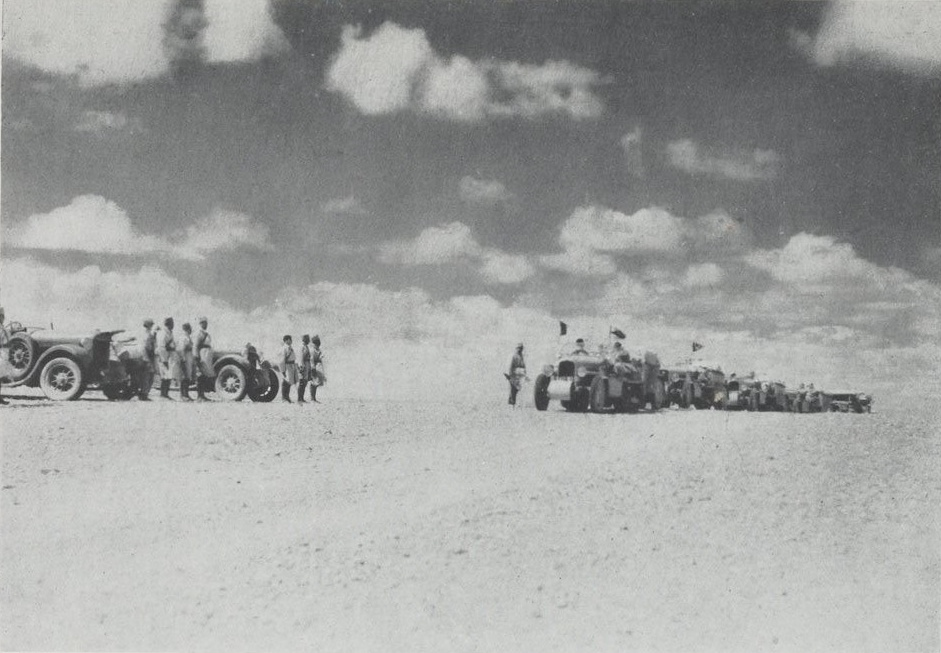
Le groupe Pamir à la frontière entre la Syrie et l'Irak.

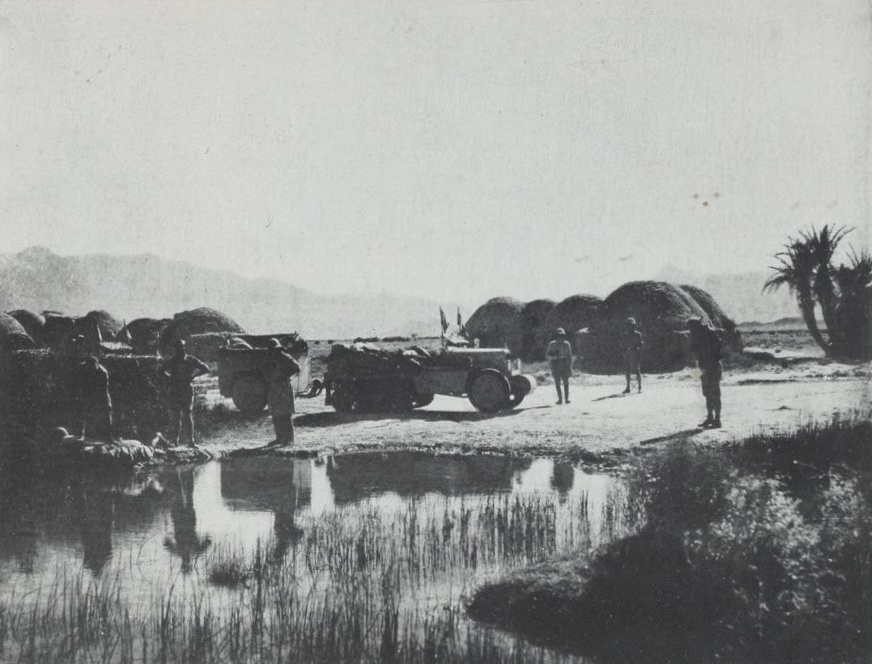
Le groupe Pamir en Afghanistan, entre Farah et Girisk.

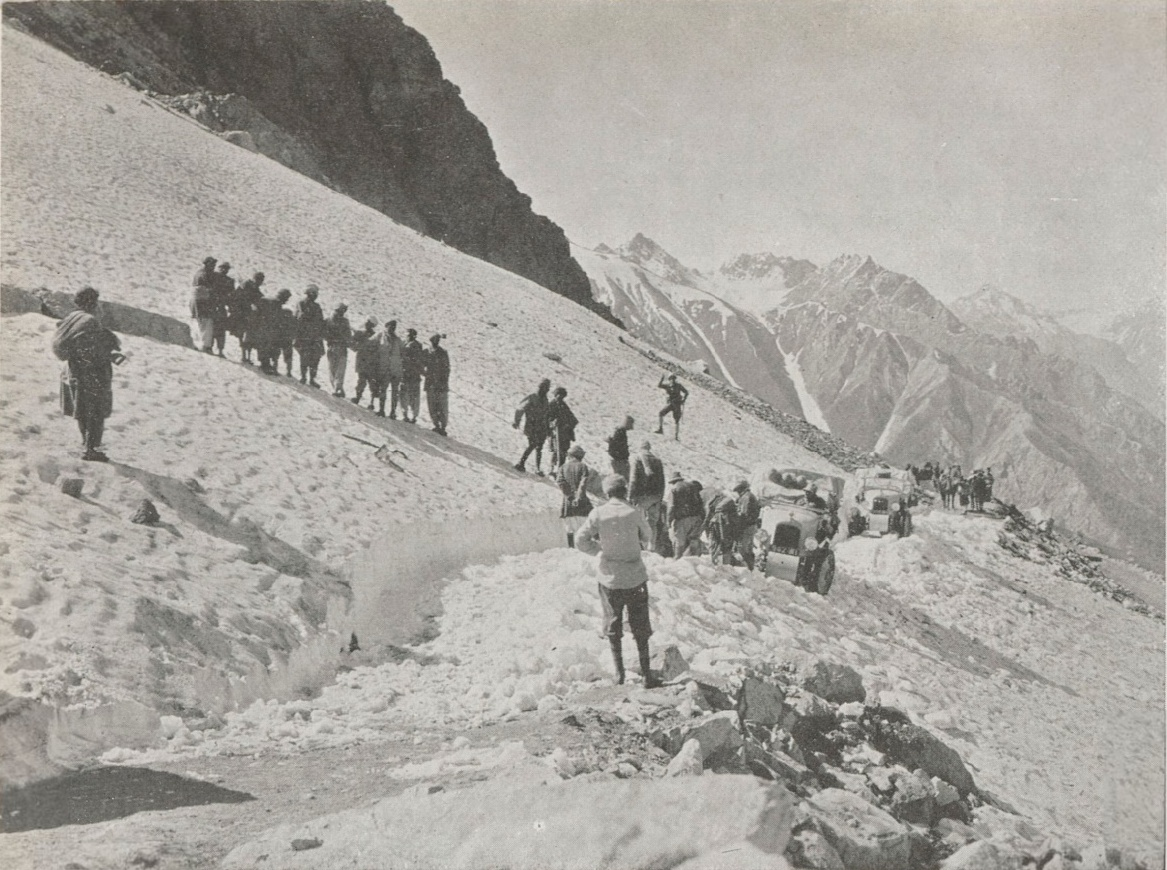
Le franchissement du col de Burzil à 4 200 mètres d’altitude.

Le 4 avril 1931, les préparatifs de l’expédition sont terminés et le groupe Pamir de Haardt quitte Beyrouth pour se diriger vers la capitale afghane Kaboul en passant par Damas, Bagdad, Téhéran (atteinte le 28 avril), Hérat et Kandahar. Le 9 juin, l’expédition atteint Kaboul avant de traverser les hauts plateaux et la plaine de Jalalabad. L’expédition, mais cela n’est pas une surprise, est rude. Les températures élevées atteignant parfois les 50 °C font évaporer le carburant et limitent la puissance des automobiles. Les nuits sont encore plus dures en raison de la chaleur emmagasinée dans les roches durant la journée et qui se diffuse.
Sitôt passé le col de Khyber, les autochenilles circulent sur une voie goudronnée jusqu’au poste frontière de Landi Khana, au nord-ouest des Indes britanniques. Le groupe Pamir est accueilli par un détachement de Gurkhas, présentant les armes à l’expédition française. Par la suite, un déjeuner au mess des officiers les attend dans le fort voisin, à Landi Kotal où se trouve le général de garnison Sandeman ainsi que le colonel Gabriel. Le déjeuner ainsi terminé, la colonne française reprend le cours de l’expédition en direction de l’est, sur la route de Peshawar. Là, les régiments des Khyber Rifles et de la Royal Air Force offrent l’hospitalité à l’expédition, et mettent à leur disposition leurs ateliers afin que les autochenilles puissent subir quelques réparations nécessitant des outils lourds.

##### Traversée du col de Gilgit
Ensuite, le groupe traverse le Pendjab vers Rawalpindi. Dès lors, les autochenilles réduisent leur progression, du pied de l’Himalaya jusqu’à la capitale du Cachemire, Shrinagar, où l’expédition est accueillie par le maharadjah Hari Singh. Le lieu est connu pour son « climat de montagne vivifiant », ses hôtels et résidences de villégiatures où les officiers britanniques avaient l’habitude de se ressourcer. Le maharadjah les invite à s’y installer quelques jours, dans un house-boat de luxe servi par 50 sikhs. Il les convie également à une « garden-party » dans les jardins de Shalimar, situés dans un ancien palais moghol. La portion de l’itinéraire prévu après Shrinagar est la plus difficile de l’expédition étant donné qu’ils allaient devoir traverser l’Himalaya. En effet, leur périple les amène à franchir le col de Burzil situé à 4 132 m vers Gilgit.
Bien que les habitants de la région prétendent qu’aucun véhicule ne peut aller au-delà du col de Gilgit, Haardt est convaincu que le parcours prévu est réalisable et maintient au 20 juillet la date à laquelle les deux groupes doivent se rejoindre à Kashgar. Le passage du col pose un vrai défi logistique à l’expédition, bien plus difficile que les accidents de terrain selon le colonel Gabriel. En effet, la traversée du col est estimée à 45 jours, si bien que le colonel avait calculé à un minimum de 450 kilos de paquetage, le matériel nécessaire à chaque personne. Cela comprend la nourriture, les vêtements, les tentes, le carburant et divers équipements. Les autochenilles, quant à elles, étaient prévues pour être entièrement démontables pour être transportées à dos de mules. Gabriel comprend alors que près de 400 hommes ou 200 mules seraient nécessaires pour transporter les 10 tonnes de matériel des 23 Européens du groupe Pamir, sans compter le matériel cinématographique et scientifique.
L’idée du colonel est alors de diviser le groupe Pamir en 3 groupes, se dirigeant séparément vers le col, à 8 jours d’intervalles les uns des autres, le temps que les mules et les porteurs de la première colonne puissent retourner au point de départ et repartir avec le seconde. De même pour le troisième groupe. Cette solution implique que le troisième groupe n’arrive que 24 jours après le premier. Par ailleurs, seules deux autochenilles continuent le périple tandis que les autres retournent en France. Les bagages sont limités à 250 kg par personne. Enfin, pour leur compliquer encore un peu plus la tâche, un message radio reçu le 29 juin 1931 leur indique que le groupe de Victor Point est témoin d’un conflit entre musulmans et chinois, dans le Sin-Kiang, retardant ainsi leur arrivée à Kashgar.
Le 12 juillet seulement, la deuxième colonne du groupe Pamir entame son ascension du col. Les routes sont très abimées par les glissements de terrain, parfois noyées par des « rivières transformées en torrents redoutables » en raison des fortes pluies. Le col de Burzil est par ailleurs enneigé, même en plein été, si bien que les autochenilles ne peuvent rouler à plus de 1 km/h, le temps que les hommes sondent le chemin sur lequel passeront les véhicules, afin d’éviter les éventuelles crevasses. Cela fait donc déjà trois mois que l’expédition est partie de Beyrouth ayant ainsi parcouru près de 5 600 km. Il leur reste donc encore près de 800 km qui leur prendra autant de temps.
Le franchissement des rivières nécessite par ailleurs une certaine ingéniosité de la part des membres du groupe. En effet, pour raison de sécurité, les autochenilles sont à chaque traversée, attachées à des haussières tractées par les porteurs sur les ponts de bois. Les chauffeurs des autochenilles devaient également descendre de l’automobile et la diriger de loin grâce à un système de cordage. Il est arrivé que le Scarabée d’Or, une des autochenilles, se retrouve entièrement suspendue au-dessus du vide. Il fallut 5 heures au groupe pour imaginer un moyen de la ramener sur la terre, grâce à un système de halage avec des barres et des treuils.

##### Prise d'otages

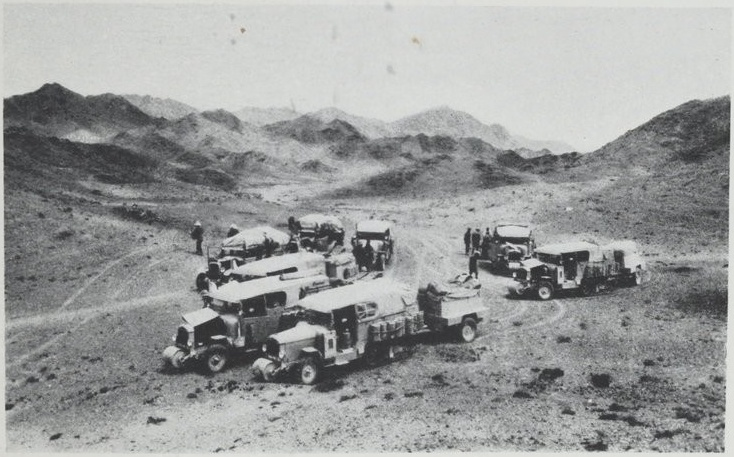
Le groupe Chine au col de Ming Shui, entrée du Turkestan Chinois en venant de l'Est.

La traversée du col enfin réalisée, la progression de la mission est encore retardée par un obstacle majeur. La route a en effet disparu en raison du glissement d’un pan entier de montagne, où seul un minuscule passage impraticable demeurait. Il fallait donc que le groupe Pamir entame le tracé d’une nouvelle voie, qui se révéla néanmoins être très instable. Le 25 juillet, Haardt décide alors de démonter entièrement les autochenilles, en ordonnant soigneusement les pièces par paquets de 30 kg pour être transportées facilement par les mules. Le 27, la difficulté est traversée et le groupe entame la reconstruction des autochenilles. Le 2 août, le groupe roule à nouveau le long de la vallée de l’Indus. Ils atteignent enfin, le 4 août, la ville de Gilgit où les attend la population.
Pendant ce temps là, le groupe Chine de Victor Point est très ralenti par les conflits dans la région où ils se trouvent, et leur itinéraire est quelque peu bouleversé. Pis, Haardt apprend à son arrivée à Gilgit, que le groupe est fait prisonnier à Urumqi par le seigneur de guerre King King Shu-Jen, à près de 1 200 km au  nord-est. Il devient dès lors inutile de continuer l’expédition selon l’itinéraire prévu étant donné que le groupe Chine ne pourrait atteindre le point de rencontre. Le groupe Pamir décide alors de se renseigner sur les mésaventures du groupe Chine, et d'aller les secourir, quitte à abandonner le but initial.
Haardt et Audouin, pour entamer leur « sauvetage » du groupe Chine, abandonnent les deux autochenilles et voyagent à cheval avec l’équipe scientifique et cinématographique. Le Croissant d’Argent, offert au gouvernement indien de Gilgit a fini, bien des années après, en divers outillages agricoles. Un couple de Français a retrouvé sa trace 55 ans plus tard et a « hérité » des seules pièces restantes, à savoir deux galets de chenille estampillés Citroën. Le Scarabée d’Or, quant à lui, est démonté et envoyé à Paris. André Citroën, resté à Paris, avait pourtant proposé d’offrir trois automobiles au maréchal King pour faciliter le passage de l’expédition dans la région.

#### Groupe Chine

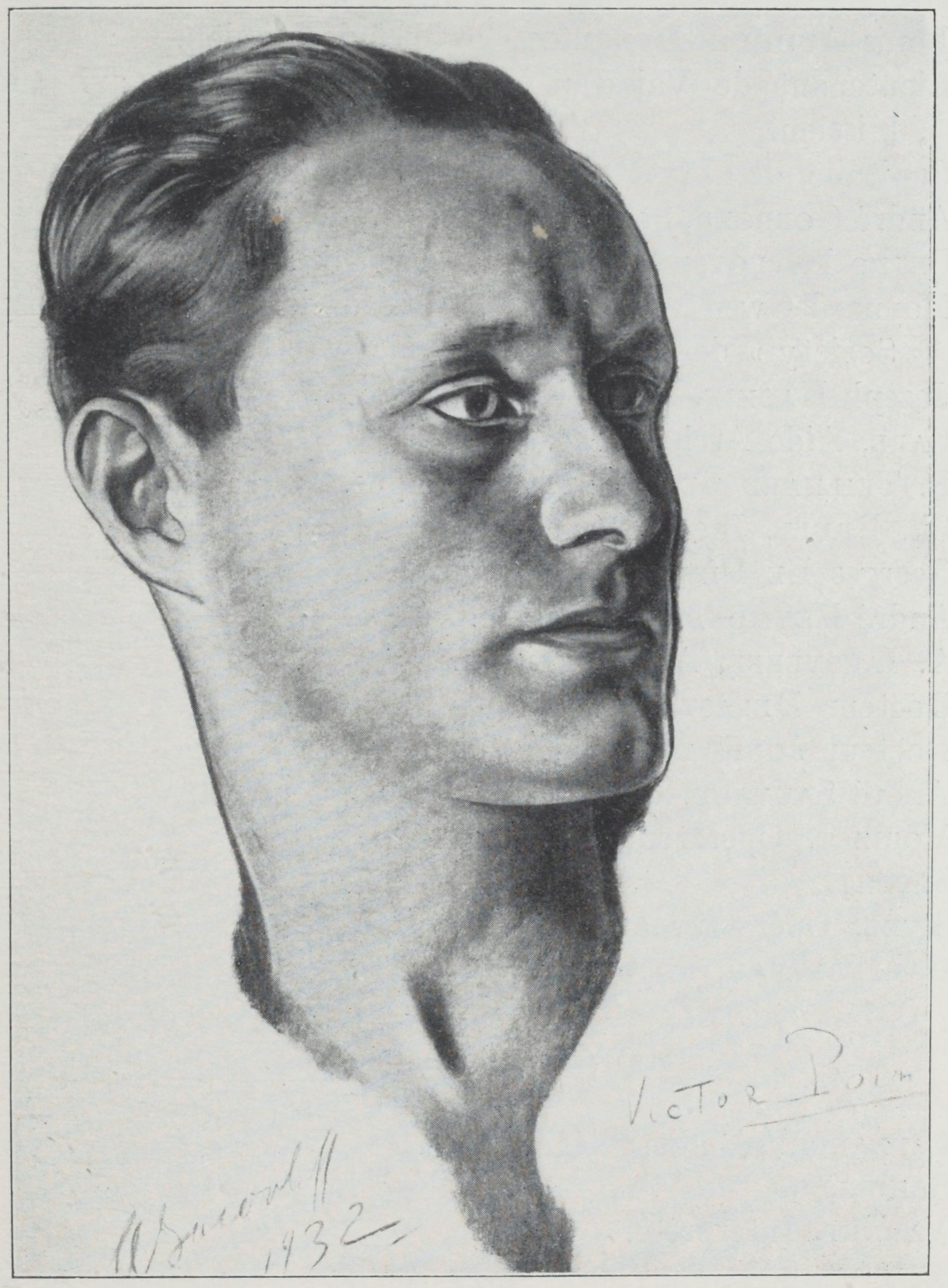
Victor Point, chef du groupe Chine.

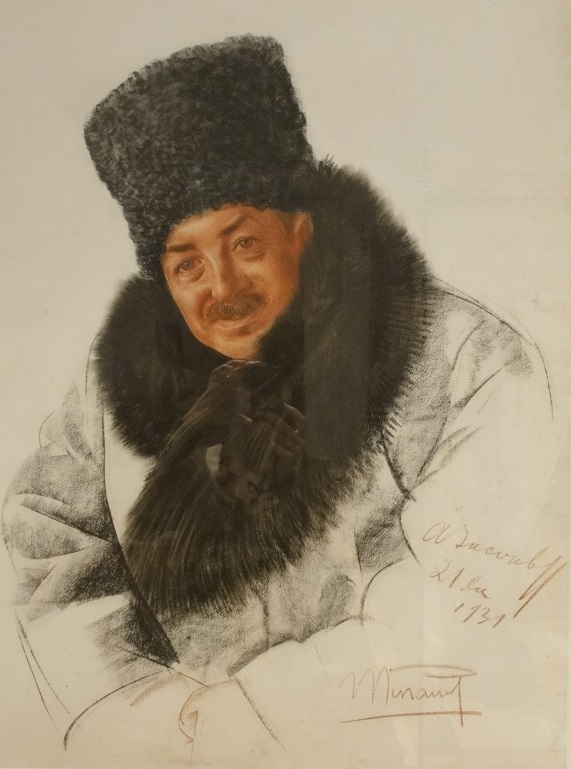
Maurice Penaud, chef mécanicien du groupe Chine.

##### Départ pour l'ouest de la Chine
Le groupe Chine, qui prit le départ de son périple, le 6 avril 1931 à Tientsin, connut auparavant de nombreux problèmes. Le premier bouleversement a lieu dès le début de l’expédition. Les poulies des bandes de roulements des autochenilles étant mal ajustées, le stock de pièces détachées emporté par le groupe est épuisé alors qu’ils n’ont pas encore atteint Pékin. À leur arrivée dans la capitale chinoise, Victor Point est obligé de faire appel à André Citroën pour qu’il leur envoie de nouvelles pièces par chemin de fer. Le 24 avril, la muraille de Chine est à portée de vue du groupe, au niveau de Kalgan, où les nouvelles pièces détachées ainsi que la délégation chinoise qui doit rejoindre l’expédition, les attendent. Les pièces détachées sont présentes à temps alors que la délégation chinoise n’arrive que le 24 mai, retardant ainsi la progression du groupe Chine vers la Mongolie.
Le 27 mai, Point et son équipe atteignent le désert de Gobi, roulant dans le sable à près de 100 km/jour, soit une vitesse dix fois supérieure à celle des caravanes habituelles. Néanmoins, la progression du groupe est stoppée net le 2 juin, en raison d’une violente tempête de sable, puis le 6 juin, lors de l’explosion d’un bidon d’essence sous l’effet de la chaleur. Les réserves de carburant des autochenilles leur permettaient de parcourir seulement 200 km alors que le point de ravitaillement suivant se situait à 400 km. Point et Petro sont obligés d’effectuer un détachement afin de ramener suffisamment d’essence aux autochenilles. Par chance, les réserves n’ont pas été touchées par les intempéries. C’est ainsi que le 15 juin 1931, les neuf autochenilles et leurs passagers entrent à Suchow.

##### Troubles dans la région du Sin-Kiang
Ce n’est que cinq jours plus tard que le groupe atteint la frontière du Sin-Kiang. Victor Point est régulièrement tenu au courant, tout au long de leur progression, de troubles survenus dans la région. Le 28 juin, le groupe atteint l’oasis de Hami, où des maisons sont en feu et des villages entiers abandonnés. Des combats entre chinois et musulmans ont éclaté dans la région. Les membres de l’expédition sont, comme l’explique Georges Le Fèvre, « témoin de scènes de barbarie et de cruauté, rappelant le temps des hordes de Genghis Khan ». Par ailleurs, Victor Point doit subir à plusieurs reprises des frictions avec la délégation chinoise qui remet en cause son autorité.
Bien que l’oasis soit sous contrôle gouvernemental, il n’en est pas de même de la cité de Hami. Dès leur arrivée dans la ville, le chef de garnison les informe qu’il a reçu l’ordre du maréchal King Shu-Jen, gouverneur général du Sin-Kiang, de stopper la progression de l’expédition et d’escorter les membres sous bonne garde vers Ürümqi. Le maréchal a ainsi rompu le sauf-conduit accordé au début de l’expédition, sous le motif que « des scènes de combats offensantes pour la dignité chinoise » ont été filmées et photographiées. La véritable raison de cette « prise d’otages » est que le maréchal King n’a pas reçu les trois Citroën promises. Elles ont été emmenées par des rebelles. C’est donc le 1er juillet que les membres quittent Hami, en traversant la « terrible cuvette de Turfan » pour atteindre Ürümqi le 19 juillet. Pour éviter que l’on ne se saisisse des autochenilles, Point fait démonter les plaques des chenilles.
Victor Point comprend très vite que sans aide extérieure, le groupe risque de rester bloqué et de demeurer prisonnier tant que les guerres civiles ne seront pas terminées, soit durant des dizaines d’années. Afin de prévenir discrètement le groupe Pamir de la situation et éviter que ce dernier ne se lance dans la région Sin-Kiang qui leur était désormais interdite, ils imaginent un moyen habile d’émettre un signal radio codé en morse. Le groupe prétend alors devoir célébrer le centenaire de la Troisième République le 24 juillet, leur permettant ainsi d’ériger un mât pour hisser les couleurs, le mât dissimulant en réalité leur antenne radio. Lorsque les gardes se demandent quelles sont les raisons du démarrage d’un moteur en pleine nuit, le groupe rétorque que le gramophone nécessite de l’électricité pour fonctionner. C’est ainsi que Haardt, dans le groupe Pamir, prend des nouvelles de la situation le 4 août. Le disque utilisé par le groupe pour couvrir les bruits de radio fut la célèbre chanson « Parlez-moi d'amour », enregistrée par Lucienne Boyer en 1930.

#### Réunion des deux groupes

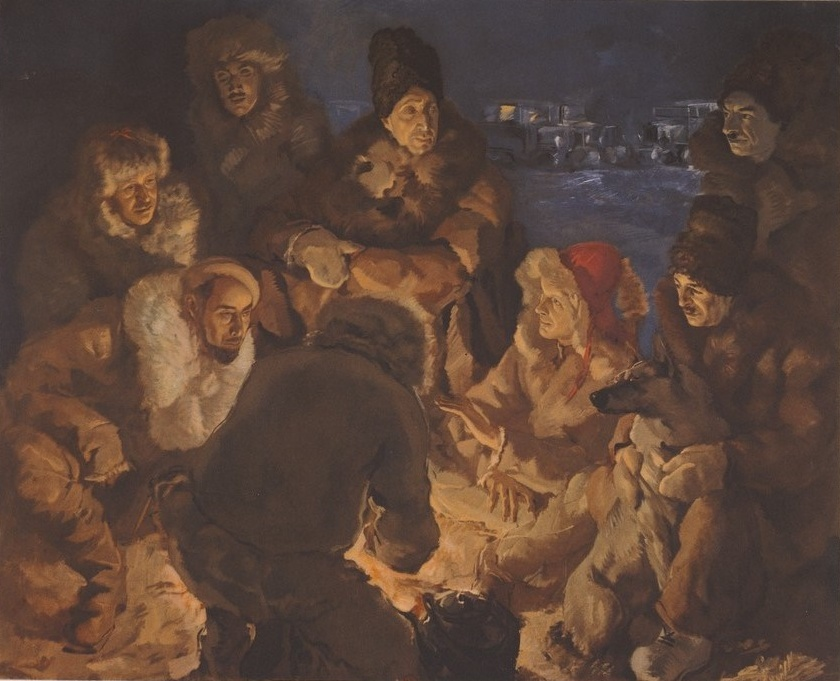
Les responsables de deux groupes bivouaquant au Xinjiang après leur retrouvailles.

La situation du maréchal King est très difficile. Très vite isolée de la capitale chinoise en raison de la coupure des lignes télégraphiques, la région subit de très nombreux affrontements sino-musulmans, dont l’issue est souvent favorable aux musulmans. Près de 8 000 soldats chinois sont ainsi tués par les insurgés, mettant le maréchal King dans une mauvaise posture. Grâce à ce bouleversement de la situation, le maréchal requiert l’aide des Français. Le 20 août, il s’adresse au groupe Chine : « Bien que vos autorisations aient été annulées par Nankin, je suis prêt à permettre à votre chef Monsieur Haardt d’entrer au Sin-Kiang mais à la condition que vous mettiez à notre disposition votre opérateur radio pour nous aider à rétablir des communications avec la capitale ». Le 6 septembre, quatre autochenilles sont autorisées à quitter Hami afin de rejoindre Haardt à Aksou.
Le 8 octobre, le groupe Pamir et les quatre autochenilles lancées à sa rencontre, se réunissent dans le village d’Islam-Bai, à quelques kilomètres d’Aksou. Le 27 octobre, pour la première fois depuis le début de la mission, l’expédition est entièrement réunie à Ürümqi. Il ne restait donc plus aux groupes qu’à obtenir l’autorisation de King pour continuer leur progression. Néanmoins, King tarde à fournir cette autorisation, étant trop préoccupé par ses fonctions de gouverneur. Haardt s’inquiète alors de la poursuite de l’expédition pendant l’hiver si bien qu’il décide d’entamer l’isolation des autochenilles ainsi que la confection de vêtements appropriés au climat, avec du feutre et des peaux de moutons. King avait par ailleurs exigé que les Citroën promises lui soient à nouveau envoyées. C’est donc lorsque ces trois automobiles de remplacement arrivent le 20 novembre 1931 que les négociations entre Haardt et King peuvent reprendre. La semaine suivante voit la libération définitive de l’expédition et de ses membres. Cinq mois ont été inutilement perdus à Ürümqi.
Les inquiétudes de Haardt sur le climat sont fondées. Le froid du plateau de Mongolie et du désert de Gobi est tel, que les soupes gèlent en quelques minutes, que l’eau versée dans les radiateurs des autochenilles, bien que bouillante, n’est pas encore assez chaude, obligeant le groupe à laisser tourner les moteurs de peur qu’ils ne redémarrent plus. Par ailleurs, malgré les températures, les réparations des autochenilles sont nécessaires alors que les pièces de métal peuvent atteindre des températures de 30 degrés en dessous de zéro. Le 12 février 1932, la mission atteint enfin sa destination finale, Pékin. Là, la plupart des Européens vivant dans la capitale chinoise accueillent les explorateurs.

#### Prolongations
Bien que l’expédition ait été éprouvante, les explorateurs s’imaginent déjà prolonger leur expédition au-delà de Pékin, vers Shanghai, puis en direction de Haïphong et Hong Kong par bateau. Arrivés en Indochine, Haardt et les autres membres auraient songé à établir une nouvelle voie entre Hanoï et Saïgon. Certains pensent même entamer le chemin du retour sur la route de Siam vers l’Inde, la Perse, en passant par Bagdad pour de nouveau se retrouver à Beyrouth.
À Shanghai, le 3 mars 1932, G.-M. Haardt se plaint de problèmes de santé. Le Dr Delastre, médecin de l’expédition, lui diagnostique un léger refroidissement. Haardt, qui souffre depuis l’enfance de problèmes au niveau des bronches, a été très affecté par la traversée de la Chine en hiver. Le médecin lui conseille alors quelques jours de repos. À leur arrivée le 12 mars à Hong Kong, Haardt est cloué au lit. Le médecin du gouverneur de Hong Kong, le professeur Gerrard, diagnostique cette fois-ci un cas grave de grippe et préconise au moins trois semaines de repos. La santé de Haardt ne s’arrange pas et le mardi 15 mars, une pneumonie se développe dans le lobe inférieur du poumon gauche, dégradant fortement sa respiration. Le 16 mars à 3 h 40, Haardt meurt.

## Bilan

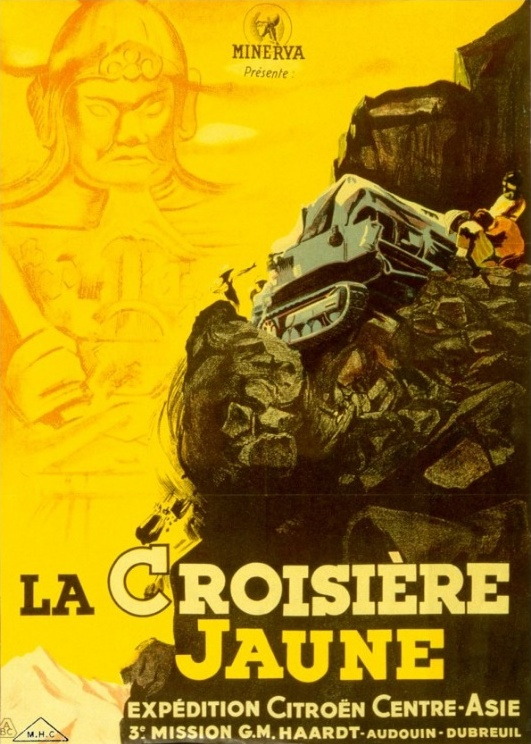
Affiche du film tiré de l'expédition, sorti en 1934.

« La croisière jaune se termine dans le triomphe et la tragédie. » L’expédition, malgré de nombreux bouleversements et le décès de Haardt, a terminé sa mission et atteint Pékin. Les découvertes scientifiques sont telles, que l’on oublie qu’aucune autochenille n’a réussi à traverser en entier le continent asiatique. L’histoire retient tout de même que l’expédition aura été « un exemple inoubliable de la capacité humaine à vaincre l’adversité ».
Comme pour les deux précédentes expédition en Afrique, des équipes cinéma ont accompagné tout le périple des explorateurs. Des milliers de mètres de pellicule sont rapportés, dont une partie, véritable exploit technique pour l'époque, comporte des enregistrements sonores (le cinéma parlant venait juste d'être mis au point et les équipements sonores étaient très volumineux). Des milliers de photographies font aussi la joie des nombreuses revues illustrées de l'époque.
André Sauvage, qui a filmé une large partie du périple de Beyrouth à Pékin (il faisait partie du groupe Pamir), commence le montage, mais se brouille en cours de route avec l'historiographe Georges Le Fèvre car il n’est pas d'accord avec lui sur ses commentaires off qu’il trouve trop nationalistes. De son côté, André Citroën trouve qu’il ne met pas assez en valeur les véhicules et le rôle des autorités françaises, ou laisse trop de place à certaines séquences, comme celle sur le peuple Moï tournées en Indochine en avril 1932. André Citroën rachète les droits du film, écarte André Sauvage et fait remonter l’œuvre par Léon Poirier qui avait tourné le film sur la croisière noire huit ans auparavant, mais n’a pas participé à la mission Centre-Asie. La Croisière jaune sort en mars 1934 et remporte un vif succès. Le film est projeté aux États-Unis en 1936.

### Filmographie
- La Croisière jaune, film documentaire de 1934 sur l'expédition
- La Cloche tibétaine, feuilleton télévisé librement inspiré de la croisière jaune.